# Bono Bocanfor
Los Bocanfor (Bono de Cancelación de Deudas de la provincia de Formosa) fueron bonos o empréstitos de circulación forzosa emitidos por la Provincia de Formosa desde el 31 de agosto de 2001 y puestos en circulación al mes siguiente en medio de la fuerte crisis económica y social que desfinanció a las provincias de la República Argentina. El monto de la emisión llegó a los 100 millones.
Todos los billetes tenían como motivo el escudo y el mapa provincial, con denominaciones por 2, 5, 10, 20 y 50 pesos. El vencimiento se estipulaba al 1 de agosto de 2003.